# Championnat de France féminin de football 1981-1982
Navigation
Édition précédente Édition suivante
Le Division 1 1981-1982  est la 8e édition du championnat de France féminin de football. Le premier niveau national du championnat féminin oppose quarante-huit clubs français répartis dans six groupes de huit équipes, en une série de quatorze rencontres jouées durant la saison de football. Les meilleures équipes de chaque groupe sont qualifiées pour les demi-finales de la compétition qui consiste en deux mini-tournoi à trois qui s'affrontent une seule fois. Les deux meilleures équipes s'affrontent enfin lors de la finale du championnat à la fin de la saison.
Les dernières places de chaque groupe du championnat sont synonymes de relégation en division inférieure.
Lors de l'exercice précédent, le Vitry FC, l'AAJ Blois, le FR Sessenheim, le FCF Condéen, le FC Nieppois, l'US Mans, le Grenoble FF, le Beaucaire Olympique et le Toulouse OAC, ont gagné le droit de participer à la première division après avoir remporté leurs compétitions régionales respectives.
À l'issue de la saison, le Stade de Reims décroche le cinquième titre de champion de France de son histoire en battant en finale l'AS Étrœungt, tenant du titre, sur le score de deux buts à un. Dans le bas du classement, l'AC Abbeville, le Bergerac Foot, l'US Grauves, l'ES La Chevallerais, le FC Nieppois, le AS Gagnerie et le Vitry FC, sont relégués en division inférieure.

## Participants
Ces tableaux présentent les quarante-huit équipes qualifiées pour disputer le championnat 1981-1982. On y trouve le nom des clubs, la date de création du club, l'année de la dernière montée au sein de l'élite, la division dans laquelle ils évoluaient auparavant, le nom des stades ainsi que la capacité de ces derniers.
Le championnat comprend six groupes de huit équipes.
Légende des couleurs
- Champion de Division 1 la saison précédente.
- Promu de division inférieure.

| Nom du club        | Date de création | Dernière montée | Division 1980-1981 | Stade                 | Capacité | Vict. |
| ------------------ | ---------------- | --------------- | ------------------ | --------------------- | -------- | ----- |
| ES Juvisy-sur-Orge | 1971             | 1980            | D1                 | Stade Georges Maquin  | 2 000    | /     |
| Paris SG           | 1971             | 1979            | D1                 | Stade Georges Lefevre | 3 500    | /     |
| Stade de Reims     | 1968             | -               | D1                 | -                     | -        | 4     |
| US Grauves         | -                | 1980            | D1                 | -                     | -        | /     |
| US Orléans         | -                | 1980            | D1                 | -                     | -        | /     |
| VGA Saint-Maur     | 1968             | -               | D1                 | Stade Adolphe-Chéron  | -        | /     |
| AAJ Blois          | -                | 1981            | Div. Inf.          | -                     | -        | /     |
| Vitry FC           | -                | 1981            | Div. Inf.          | Parc Fabien Ghiloni   | -        | /     |

Localisation des clubs engagés dans le groupe Centre du championnat
| \| ES Juvisy-sur-Orge Paris SG Stade de Reims US Grauves US Orléans VGA Saint-Maur — AAJ Blois Vitry FC \| |
| ES Juvisy-sur-Orge Paris SG Stade de Reims US Grauves US Orléans VGA Saint-Maur — AAJ Blois Vitry FC       |

| Nom du club       | Date de création | Dernière montée | Division 1980-1981 | Stade                       | Capacité | Vict. |
| ----------------- | ---------------- | --------------- | ------------------ | --------------------------- | -------- | ----- |
| AS Nancy-Lorraine | -                | 1980            | D1                 | Stade Marcel-Picot (Annexe) | -        | /     |
| AS Valentigney    | 1974             | 1980            | D1                 | Stade des Longines          | -        | /     |
| ASPTT Strasbourg  | -                | 1980            | D1                 | -                           | -        | /     |
| FC Baldersheim    | -                | 1980            | D1                 | -                           | -        | /     |
| FC Metz           | -                | -               | D1                 | -                           | -        | /     |
| FC Vendenheim     | 1974             | 1980            | D1                 | Stade Waldeck               | -        | /     |
| US Foug           | -                | 1980            | D1                 | -                           | -        | /     |
| FR Sessenheim     | -                | 1981            | Div. Inf.          | -                           | -        | /     |

Localisation des clubs engagés dans le groupe Est du championnat
| \| 1 : FC Vendenheim 2 : FR Sessenheim AS Nancy-Lorraine AS Valentigney ASPTT Strasbourg0 FC Baldersheim FC Metz 1 US Foug 2 \| |
| 1 : FC Vendenheim 2 : FR Sessenheim AS Nancy-Lorraine AS Valentigney ASPTT Strasbourg0 FC Baldersheim FC Metz 1 US Foug 2       |

| Nom du club        | Date de création | Dernière montée | Division 1980-1981 | Stade                  | Capacité | Vict. |
| ------------------ | ---------------- | --------------- | ------------------ | ---------------------- | -------- | ----- |
| AC Abbeville       | 1975             | 1980            | D1                 | Stade Paul-Delique     | 5 048    | /     |
| AO Boranaise       | -                | 1980            | D1                 | Stade Municipal        | -        | /     |
| AS Étrœungt        | -                | 1975            | D1                 | -                      | -        | 3     |
| FCF Hénin-Beaumont | 1972             | -               | D1                 | Stade Octave-Birembaut | 3 000    | /     |
| FOS Hem            | 1970             | 1980            | D1                 | -                      | -        | /     |
| US Fécamp          | -                | 1980            | D1                 | Stade René Gayant      | -        | /     |
| FC Nieppois        | -                | 1981            | Div. Inf.          | Stade Jules Deremaux   | -        | /     |
| FCF Condéen        | 1978             | 1981            | Div. Inf.          | Stade Robert Gossart   | -        | /     |

Localisation des clubs engagés dans le groupe Nord du championnat
| \| AC Abbeville AO Boranaise AS Étrœungt FCF Hénin-Beaumont FOS Hem US Fécamp FC Nieppois FCF Condéen \| |
| AC Abbeville AO Boranaise AS Étrœungt FCF Hénin-Beaumont FOS Hem US Fécamp FC Nieppois FCF Condéen       |

| Nom du club        | Date de création | Dernière montée | Division 1980-1981 | Stade                               | Capacité | Vict. |
| ------------------ | ---------------- | --------------- | ------------------ | ----------------------------------- | -------- | ----- |
| Saint-Herblain     | 1973             | 1980            | D1                 | Stade Val de Chézine                | 300      | /     |
| ES La Chevallerais | -                | 1980            | D1                 | -                                   | -        | /     |
| Rochefort FC       | -                | 1980            | D1                 | Stade du polygone                   | -        | /     |
| Saint-Brieuc SC    | 1973             | -               | D1                 | Stade Fred-Aubert                   | 13 500   | /     |
| Stade quimpérois   | 1971             | 1975            | D1                 | Stade de Kerhuel                    | 2 040    | /     |
| Tours EC           | -                | 1980            | D1                 | Stade de la Vallée du Cher (Annexe) | -        | /     |
| US Montfaucon      | -                | 1980            | D1                 | Stade du Péché                      | -        | /     |
| US Mans            | 1983             | 1981            | Div. Inf.          | Stade Léon-Bollée (Annexe)          | 4 000    | /     |

Localisation des clubs engagés dans le groupe Ouest du championnat
| \| AS Gagnerie ES La Chevallerais Rochefort FC Saint-Brieuc SC Stade quimperois Tours EC US Montfaucon US Mans \| |
| AS Gagnerie ES La Chevallerais Rochefort FC Saint-Brieuc SC Stade quimperois Tours EC US Montfaucon US Mans       |

| Nom du club            | Date de création | Dernière montée | Division 1980-1981 | Stade                     | Capacité | Vict. |
| ---------------------- | ---------------- | --------------- | ------------------ | ------------------------- | -------- | ----- |
| AS Moulins             | -                | 1980            | D1                 | -                         | -        | /     |
| Caluire SCSC           | 1968             | 1976            | D1                 | Stade Terre des Lièvres   | -        | /     |
| FC Lyon                | 1970             | 1978            | D1                 | Plaine de Gerland         | 2 200    | /     |
| Olympique de Marseille | 1920             | 1975            | D1                 | Stade de la Pépinière     | -        | /     |
| RC Saint-Étienne       | 1977             | 1980            | D1                 | Stade Léon Nautin         | 1 500    | /     |
| US Cannes-Bocca        | -                | 1980            | D1                 | Stade Pierre de Coubertin | -        | /     |
| Beaucaire Olympique    | -                | 1981            | Div. Inf.          | Stade Philibert Schneider | -        | /     |
| Grenoble FF            | 1983             | 1981            | Div. Inf.          | -                         | -        | /     |

Localisation des clubs engagés dans le groupe Sud-Est du championnat
| \| AS Moulins Caluire SCSC FC Lyon Olympique de Marseille RC Saint-Étienne I US Cannes-Bocca Beaucaire Olympique Grenoble FF \| |
| AS Moulins Caluire SCSC FC Lyon Olympique de Marseille RC Saint-Étienne I US Cannes-Bocca Beaucaire Olympique Grenoble FF       |

| Nom du club        | Date de création | Dernière montée | Division 1980-1981 | Stade                   | Capacité | Vict. |
| ------------------ | ---------------- | --------------- | ------------------ | ----------------------- | -------- | ----- |
| ASF Muret          | -                | 1980            | D1                 | Stade Clément Ader      | 3 001    | /     |
| ASJ Soyaux         | 1968             | -               | D1                 | Stade Léo-Lagrange      | 400      | /     |
| ASPTT Bordeaux     | -                | 1980            | D1                 | -                       | -        | /     |
| Bergerac Foot      | -                | 1980            | D1                 | -                       | -        | /     |
| ES Arpajonnaise    | -                | 1980            | D1                 | Stade du Pont           | -        | /     |
| Olympique de Royan | -                | 1980            | D1                 | -                       | -        | /     |
| US Colomiers       | -                | 1980            | D1                 | Stade Bertrand Andrieux | -        | /     |
| L'Union Toulouse   | 1980             | 1981            | Div. Inf.          | Stade de la Ramée       | 3 000    | /     |

Localisation des clubs engagés dans le groupe Sud-Ouest du championnat
| \| ASF Muret ASJ Soyaux ASPTT Bordeaux Bergerac Foot ES Arpajonnaise Olympique de Royan US Colomiers Toulouse OAC \| |
| ASF Muret ASJ Soyaux ASPTT Bordeaux Bergerac Foot ES Arpajonnaise Olympique de Royan US Colomiers Toulouse OAC       |

## Compétition

### Premier Tour
Les premiers de chaque poule accèdent aux poules de demi-finales alors que les deux dernières formations de chaque poule disputent une « phase de brassage » avec les clubs champions de Division d'Honneur.
| Cls | Équipe             | Pts |
| --- | ------------------ | --- |
| 1   | AS Étrœungt        | 28  |
| 2   | AO Boranaise       | 24  |
| 3   | FCF Hénin-Beaumont | 16  |
| 4   | FCF Condéen P      | 15  |
| 5   | FOS Hem            | 14  |
| 6   | US Fécamp          | 8   |
| 7   | AC Abbeville       | 4   |
| 8   | FC Nieppois P      | 3   |

| Cls | Équipe            | Pts |
| --- | ----------------- | --- |
| 1   | FC Metz           | 26  |
| 2   | AS Nancy-Lorraine | 22  |
| 3   | FC Vendenheim     | 21  |
| 4   | FC Baldersheim    | 12  |
| 5   | FR Sessenheim P   | 12  |
| 6   | AS Valentigney    | 10  |
| 7   | US Foug           | 5   |
| 8   | ASPTT Strasbourg  | 3   |

| Cls | Équipe             | Pts |
| --- | ------------------ | --- |
| 1   | Stade de Reims     | 28  |
| 2   | VGA Saint-Maur     | 20  |
| 3   | ES Juvisy-sur-Orge | 18  |
| 4   | US Orléans         | 16  |
| 5   | Paris SG           | 11  |
| 6   | US Grauves         | 9   |
| 7   | AAJ Blois P        | 8   |
| 8   | Vitry FC P         | 2   |

| Cls | Équipe             | Pts |
| --- | ------------------ | --- |
| 1   | Stade quimperois   | 27  |
| 2   | US Montfaucon      | 20  |
| 3   | Rochefort FC       | 17  |
| 4   | US Mans P          | 17  |
| 5   | Saint-Brieuc SC    | 13  |
| 6   | Tours EC           | 11  |
| 7   | Saint-Herblain     | 7   |
| 8   | ES La Chevallerais | 0   |

| Cls | Équipe                 | Pts |
| --- | ---------------------- | --- |
| 1   | Caluire SCSC           | 24  |
| 2   | Olympique de Marseille | 21  |
| 3   | US Cannes-Bocca        | 20  |
| 4   | FC Lyon                | 21  |
| 5   | AS Moulins             | 13  |
| 6   | Beaucaire Olympique P  | 5   |
| 7   | RC Saint-Étienne       | 5   |
| 8   | Grenoble FF P          | 5   |

| Cls | Équipe             | Pts |
| --- | ------------------ | --- |
| 1   | ASJ Soyaux         | 26  |
| 2   | ASF Muret          | 20  |
| 3   | ASPTT Bordeaux     | 15  |
| 4   | ES Arpajonnaise    | 11  |
| 5   | US Colomiers       | 11  |
| 6   | L'Union Toulouse P | 10  |
| 7   | Olympique de Royan | 4   |
| 8   | Bergerac Foot      | 2   |

Source : France Football, No 1878 du 6 avril 1982, p. 27

### Demi-finales

#### Classements
Le classement est calculé avec le barème de points suivant : une victoire vaut deux points, le match nul un et la défaite zéro.
Critères de départage en cas d'égalité au classement :
1. classement aux points des matchs joués entre les clubs ex æquo ;
2. différence entre les buts marqués et les buts concédés par chacun d’eux au cours des matchs qui les ont opposés ;
3. différence entre les buts marqués et les buts concédés sur la totalité des matchs joués dans le championnat ;
4. plus grand nombre de buts marqués sur la totalité des matchs joués dans le championnat ;
5. en cas de nouvelle égalité, une rencontre supplémentaire aura lieu sur terrain neutre avec, éventuellement, l’épreuve des tirs au but.

Groupe A
| Rang | Équipe           | Pts | J | G | N | P | Bp | Bc | Diff |
| ---- | ---------------- | --- | - | - | - | - | -- | -- | ---- |
| 1    | AS Étrœungt T    | 3   | 2 | 1 | 1 | 0 | 2  | 1  | +1   |
| 2    | ASJ Soyaux       | 2   | 2 | 1 | 0 | 1 | 4  | 2  | +2   |
| 3    | Stade quimperois | 1   | 2 | 0 | 1 | 1 | 0  | 3  | -3   |

|  | Qualifié pour la finale de division 1.                                                                                                |
|  | T Tenant du titre. Pts points ; G victoires ; N match nuls ; P défaites Bp buts marqués ; Bc buts encaissés ; Diff différence de buts |

Groupe B
| Rang | Équipe         | Pts | J | G | N | P | Bp | Bc | Diff |
| ---- | -------------- | --- | - | - | - | - | -- | -- | ---- |
| 1    | Stade de Reims | 3   | 2 | 1 | 1 | 0 | 3  | 1  | +2   |
| 2    | Caluire SCSC   | 2   | 2 | 1 | 0 | 1 | 2  | 2  | 0    |
| 3    | FC Metz        | 1   | 2 | 0 | 1 | 1 | 1  | 3  | -2   |

Source : Erik Garin et Hervé Morard, « France - List of Women Final Tables », sur rsssf.com

#### Résultats
Source : Erik Garin et Hervé Morard, « France - List of Women Final Tables », sur rsssf.com
| Groupe A         | Groupe A    | Groupe A         | Groupe B       | Groupe B    | Groupe B       |
| 1re journée      | 1re journée | 1re journée      | 1re journée    | 1re journée | 1re journée    |
| Club             | Score       | Club             | Club           | Score       | Club           |
| ---------------- | ----------- | ---------------- | -------------- | ----------- | -------------- |
| Stade quimperois | 0 - 0       | AS Étrœungt      | Caluire SCSC   | 0 - 2       | Stade de Reims |
| 2e journée       |             |                  |                |             |                |
| Club             | Score       | Club             | Club           | Score       | Club           |
| ASJ Soyaux       | 3 - 0       | Stade quimperois | Stade de Reims | 1 - 1       | FC Metz        |
| 3e journée       |             |                  |                |             |                |
| Club             | Score       | Club             | Club           | Score       | Club           |
| AS Étrœungt      | 2 - 1       | ASJ Soyaux       | FC Metz        | 0 - 2       | Caluire SCSC   |

### Finale
| 6 juin 1982 | Stade de Reims | 2 - 1 | AS Étrœungt | Stade inconnu (Moulins)              |                                      |
|             | 35e 67e Musset |       | Dufrane     | Spectateurs : 162 Arbitrage : Girard | Spectateurs : 162 Arbitrage : Girard |

| Danielle Vatin      |  | 41e |
| Corinne Baudette    |  |     |
| de Babo             |  |     |
| Claude Bassler      |  |     |
| Rachèle Vilarinho   |  |     |
| Christine Scharo    |  |     |
| Véronique Roy       |  |     |
| Pigeon              |  |     |
| Isabelle Musset     |  |     |
| Élisabeth Loisel    |  |     |
| Nicole Abar         |  |     |
| Remplacements :     |  |     |
| Marie-Louise Butzig |  | 41e |
| Entraineur :        |  |     |
| Souef               |  |     |

| Sandrine Colombier |  | 68e |
| Gendre             |  |     |
| Sophie Ryckeboer   |  |     |
| Marie-Noëlle Warot |  |     |
| Dufrane            |  |     |
| Cauchy             |  |     |
| Vin                |  |     |
| Isabelle Flament   |  |     |
| Chantal Prouveur   |  |     |
| Couvercelle        |  | 68e |
| Chantal Pani       |  | 41e |
| Remplacements :    |  |     |
| J.Pani             |  | 41e |
| Colombier          |  | 68e |
| Carlier            |  | 68e |
| Entraineur :       |  |     |
| Daniel Bertrand    |  |     |

## Bilan de la saison
| Championnat de France féminin de football 1981-1982 |                           |
| Champion                                            | Stade de Reims (5e titre) |
| Dauphin                                             | AS Étrœungt               |
| Promotions et relégations                           |                           |
| Promus en Division 1/2 (Tour préliminaire)          | AS Saint-Quentin          |
| Promus en Division 1/2 (Tour préliminaire)          | Calais Beau-Marais FC     |
| Promus en Division 1/2 (Tour préliminaire)          | FCF Valence               |
| Promus en Division 1/2 (Tour préliminaire)          | US Beaumont               |
| Promus en Division 1/2 (Tour préliminaire)          | FF Choletais              |
| Promus en Division 1/2 (Tour préliminaire)          | FC Bergot                 |
| Promus en Division 1/2 (Tour préliminaire)          | Dreux Femmes              |
| Relégués en Division inférieure                     | AC Abbeville              |
| Relégués en Division inférieure                     | Bergerac Foot             |
| Relégués en Division inférieure                     | US Grauves                |
| Relégués en Division inférieure                     | ES La Chevallerais        |
| Relégués en Division inférieure                     | FC Nieppois               |
| Relégués en Division inférieure                     | AS Gagnerie               |
| Relégués en Division inférieure                     | Vitry FC                  |